# Рот фон Шрекенштейн, Карл Генрих
Карл Генрих Рот фон Шрекенштейн (1823—1894) — немецкий историк и архивариус. Племянник прусского генерала Людвига Рот фон Шрекенштейна.

## Биография
Родился 31 октября 1823 года в Донауэшингене.
Посещал гимназию в Донауэшингене с 1835 по 1838 год. После ранней смерти отца воспитывался в доме своего дяди в Мангейме, где посещал лицей. Затем учился в Гейдельбергском университете. В 1844 году оставил университет и в звании лейтенанта вступил в Вюртембергский кавалерийский полк, который в то время располагался в Людвигсбурге. Оставил военную службу в 1858 году ротмистром и посвятил себя историческим исследованиям. В 1850 году он стал членом масонской ложи «zu den 3 Cedern» в Штутгарте. В 1857 году в Тюбингенском университете получил степень доктора философии.
В 1859 году стал вторым директором и архивариусом Германского национального музея в Нюрнберге; в 1862 году — заведующим домашним архивом принца Фюрстенбергского в Донауэшингене; в 1868 году — директором баденского главного архива в Карлсруэ. Вышел в отставку в 1885 году.
С 1859 по 1886 год занимался историей имперского рыцарства, и создал труды по региональной истории Франконии и Швабии. Им были напечатаны: «Das Patriziat in den deutschen Städten» (Тюбинген, 1856), «Geschichte der chemaligen freien Reichsritterschaft in Schwaben, Franken u. am Rheinstrom» (Тюбинген, 1859—62), «Wie soll man Urkunden edieren?» (Тюбинген, 1864), «Die Insel Mainau» (Карлсруэ, 1873), «Die Ritterwürde und der Ritterstand» (Фрейбург, 1887), «Der Freiherrntitel einst und jetzt» (Берлин, 1888) и др.
В 1852 году женился на Фрейне фон Хорнштейн-Битинген (03.06.1820—21.12.1886). У них родился сын Рудольф (1859—1913) и пять дочерей.
Скончался 19 июня 1894 года в Карлсруэ.